# Томмі Гатчисон
Томмі Гатчисон (англ. Tommy Hutchison, нар. 22 вересня 1947, Карденден) — шотландський футболіст, що грав на позиції півзахисника. По завершенні ігрової кар'єри — тренер.
Виступав, зокрема, за «Ковентрі Сіті» та «Манчестер Сіті», а також національну збірну Шотландії.

## Клубна кар'єра
Почав займатись футболом на батьківщині, де його помітив головний тренер клубу «Аллоа Атлетік» Арчі Макферсон і 1965 року Гатчисон дебютував за цю команду, в якій провів два з половиною сезони, взявши участь у 68 матчах другого дивізіону чемпіонату Шотландії.
В лютому 1968 року за трохи більше 10 000 фунтів стерлінгів Гатчисон перейшов у «Блекпул» Стена Мортенсена, де відразу став основним гравцем і зайняв місце Грема Оутса на лівому фланзі, дебютувавши в матчі проти «Плімута» 30 березня у Другому дивізіоні Англії. У 1970 році став з командою другим, що дозволило команді підвищитись у класі, завдяки чому Томмі у сезоні 1970/71 дебютував у елітному дивізіоні, зігравши 28 ігор і забивши 1 гол, втім клуб зайняв 22 місце і вилетів назад. У тому ж 1971 році шотландець з клубом виграв Англо-італійський кубок. У квітні 2006 року був включений до Зали слави «Блекпула», увійшовши до п'ятірки найкращих гравців клубу у 1970-х роках.
У 1972 році Гатчисон перейшов у клуб вищого англійського дивізіону «Ковентрі Сіті», за якого менеджер клубу Джо Мерсер виклав 140 000 фунтів стерлінгів та форварда Біллі Рафферті. У новій команді Томмі отримав шанс виступати в Першому дивізіоні на регулярній основі. Шотландець залишався у клубі протягом восьми років, провівши 355 ігор в усіх турнірах і забивши 30 голів. Період виступів у «Ковентрі» став піком кар'єри півзахисника, який в цей період зіграв усі свої 17 ігор за збірну, а також тричі визнавався гравцем року в «Ковентрі Сіті», що досі не вдавалось більше жодному іншому гравцю клубу. Також 1980 року пограв на правах оренди за «Сіетл Саундерз» в Північноамериканській футбольній лізі, де став переможцем Західного дивізіону.
У жовтні 1980 року за 47 000 фунтів стерлінгів перейшов у «Манчестер Сіті», ставши першим підписанням нового менеджера клубу Джона Бонда на «Мейн Роуд». У травні 1981 року він вийшов з командою у фінал Кубка Англії, де на 30 хвилині Гатчисон відзначився голом у воротах «Тоттенгем Готспур», втім вже в кінцівці гри на 79 хвилині він відзначився автоголом, встановивши остаточний рахунок 1:1. В матчі-переграванні, що відбувся через п'ять днів, Сіті програв 2:3 і не здобув трофей.
У сезоні 1982/83 грав за гонконзький клуб «Булова», з яким виграв Кубок Гонконгу та Кубок Губернатора, а також став віце-чемпіоном Гонконгу, після чого повернувся до Англії, де знову приєднався до Джона Бонда, на цей раз у «Бернлі», де провів два сезони у Третьому англійському дивізіоні.
В 1985 році став гравцем валлійського «Свонсі Сіті», де протягом шести місяців був виконувачем обов'язків головного тренера. Клуб виступав у англійському Третьому дивізіоні, але паралельно грав у Кубку Уельсу, який і виграв 1989 року. Цей тріумф дозволив Гатчисону у вересні 1989 року дебютувати у єврокубках у віці 42 років, зігравши у Кубку володарів кубків 1989/90, де його команда в першому ж раунді вилетіла від грецького «Панатінаїкоса». У березні 1991 року зіграв останній матч за клуб у віці 43 років, п'яти місяців та 19 днів проти «Саутенд Юнайтед», ставши найстаршим гравцем в історії клубу, що зіграв у офіційному матчі.
Після цього грав в іншому валлійському клубі «Мертір-Тідвіл», де він провів ще три роки у п'ятому за рівнем дивізіоні Англії, і в травні 1994 року завершив ігрову кар'єру, у віці 46 років, зігравши понад тисячу ігор на професійному рівні протягом кар'єри.

## Виступи за збірну
26 вересня 1973 року дебютував в офіційних матчах у складі національної збірної Шотландії в матчі відбору на чемпіонат світу 1974 року проти Чехословаччини (2:1), а наступного року поїхав з командою на чемпіонат світу 1974 року у ФРН, де зіграв два матчі в рамках першого групового етапу.
Протягом кар'єри у національній команді, яка тривала 3 роки, провів у формі головної команди країни 17 матчів, забивши 1 гол.

## Титули і досягнення
- Володар Англо-італійського кубка (1):

«Блекпул»: 1971
- Володар Кубка Гонконгу (1):

«Булова»: 1982–83
- Володар Кубка Губернатора[en] (1):

«Булова»: 1982–83
- Володар Кубка Уельсу (1):

«Свонсі Сіті»: 1988–89

### Індивідуальні
- У залі слави «Ковентрі Сіті».
- Гравець року в «Ковентрі Сіті»[en]: 1973, 1975, 1976
- У залі слави «Блекпула».
- У символічній збірній Четвертого дивізіону Англії: 1986-87[7]